# 泥棒野郎
『泥棒野郎』（どろぼうやろう、Take the Money and Run）は、ウディ・アレン監督・脚本・主演による1969年のアメリカ合衆国のコメディ・モキュメンタリーである。

## キャスト
- ウディ・アレン - バジール
- ジャネット・マーゴリン - ルイーズ
- マルセル・ヒライヤー
- ジャクリン・ハイド
- ロニー・チャップマン（英語版）
- ジャン・マーリン（英語版）
- ルイーズ・ラサー

## 評価
アメリカン・フィルム・インスティチュートが選ぶ「アメリカ喜劇映画ベスト100」では66位となった。